# Wafa (parti algérien)
Ne doit pas être confondu avec Mouvement Wafa.
Le parti Wafa est un parti politique algérien fondé par l'ancien ministre Ahmed Taleb Ibrahimi, non reconnu et interdit d'activité par les autorités algériennes. La raison officielle de son interdiction est sa trop forte proximité alléguée avec le parti dissous FIS (Front islamique du salut),.